# Sundance Film Festival 2015

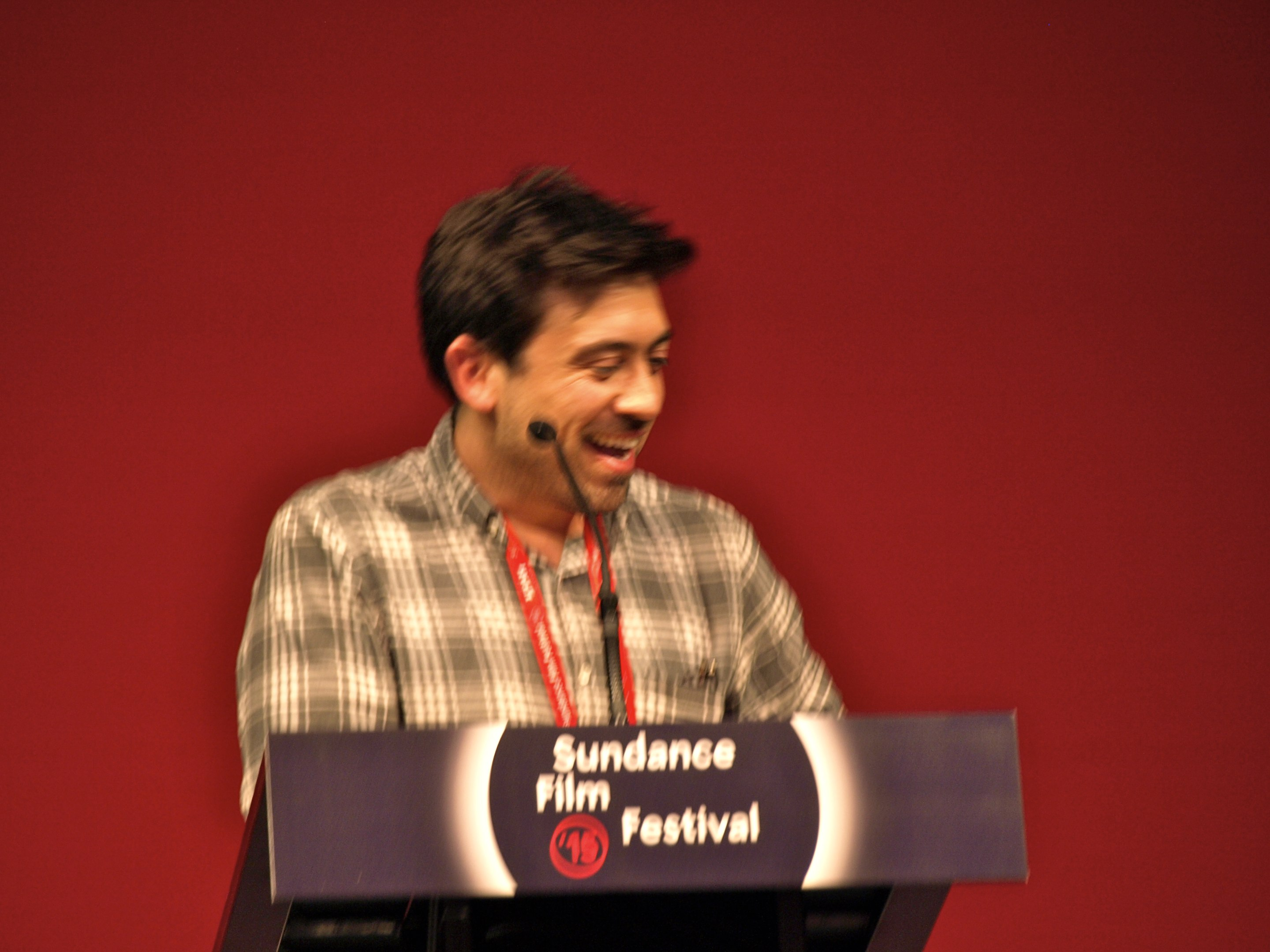
Alfonso Gomez-Rejon wurde für sein Drama mit dem U.S. Grand Jury Prize ausgezeichnet

Das 31. Sundance Film Festival fand vom 22. Januar bis 1. Februar 2015 in Park City, Utah statt.

## Prämierte Filme
Die Preisverleihung fand am 30. Januar 2015 im Recreation Fieldhouse in Park City statt und wurde von Tig Notaro moderiert.

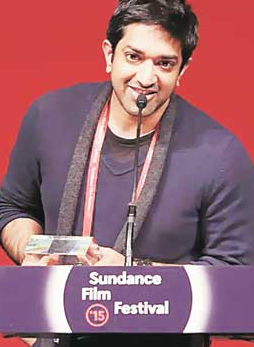
Prashant Nair erhielt für seinen Film Umrika den Publikumspreis

- U.S. Grand Jury Prize: Documentary – The Wolfpack
- U.S. Grand Jury Prize: Dramatic – Ich und Earl und das Mädchen (Me and Earl and the Dying Girl) von Alfonso Gomez-Rejon
- World Cinema Grand Jury Prize: Documentary – The Russian Woodpecker
- World Cinema Grand Jury Prize: Dramatic – Slow West
- Audience Award: U.S. Documentary – Meru
- Audience Award: U.S. Dramatic – Ich und Earl und das Mädchen (Me and Earl and the Dying Girl)
- Audience Award: World Cinema Documentary – Dark Horse: The Incredible True Story of Dream Alliance
- Audience Award: World Cinema Dramatic – Umrika von Prashant Nair
- Audience Award: Best of NEXT – James White
- Directing Award: U.S. Documentary – Cartel Land
- Directing Award: U.S. Dramatic – The Witch
- Directing Award: World Cinema Documentary – Dreamcatcher
- Directing Award: World Cinema Dramatic – Der Sommer von Sangailé (Sangailes vasara) von Alanté Kavaïté
- Waldo Salt Screenwriting Award: U.S. Dramatic – The Stanford Prison Experiment
- Editing Award: World Cinema Documentary – How to Change the World
- Editing Award: U.S. Dramatic – Dope

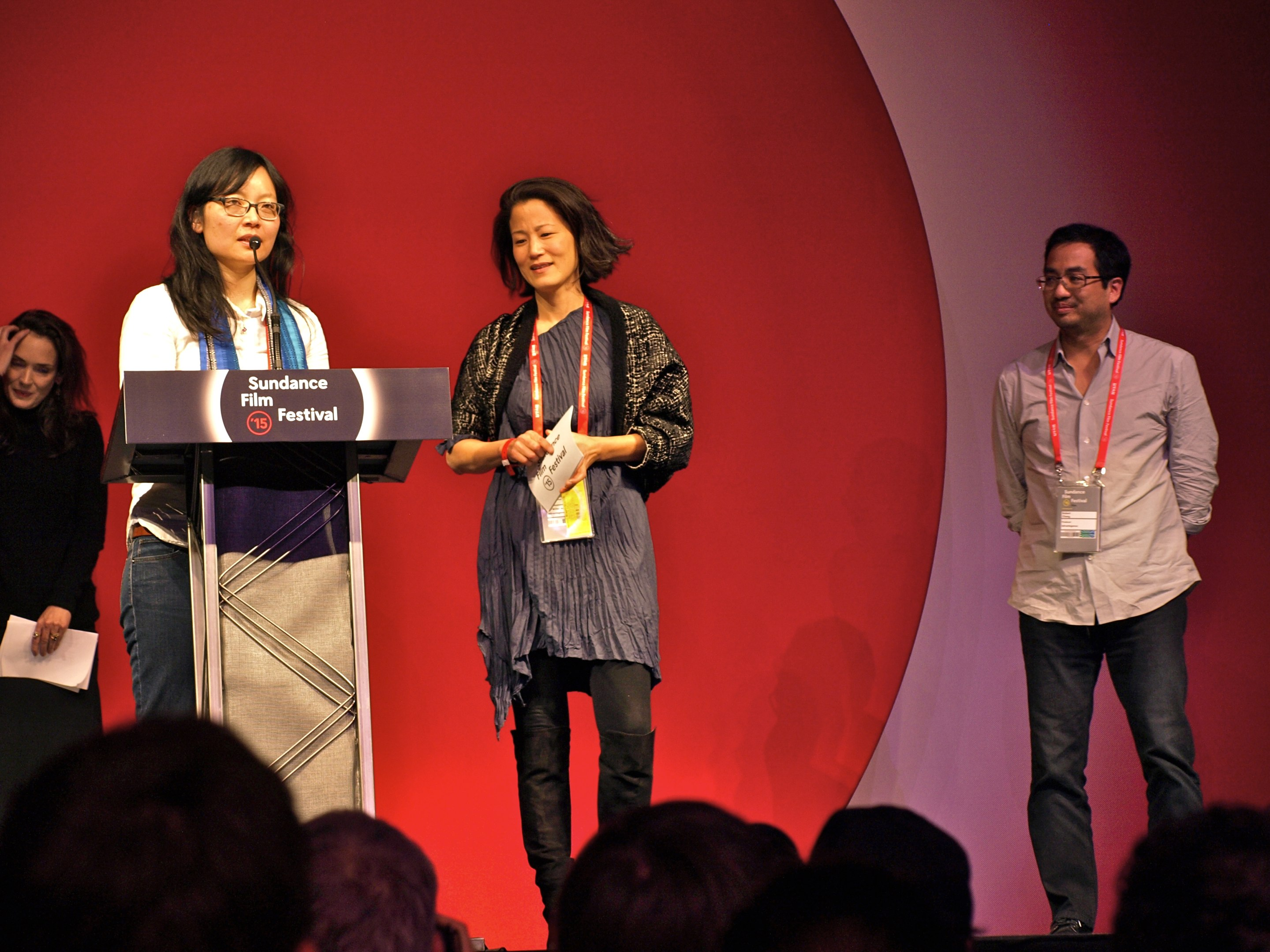
Jennifer Phang und Jacqueline Kim bei der Auszeichnung für ihren Film Advantageous

- Cinematography Award: U.S. Documentary – Cartel Land

- Cinematography Award: U.S. Dramatic – The Diary of a Teenage Girl
- Cinematography Award: World Cinema Dramatic – Partisan
- World Cinema Dramatic Special Jury Award for Acting – Jack Reynor für Glassland und Regina Casé und Camila Márdila für Der Sommer mit Mamã (Que horas ela volta?)
- World Cinema Documentary Special Jury Award for Impact – Pervert Park
- World Cinema Documentary Special Jury Award for Unparalleled Access – The Chinese Mayor
- U.S. Documentary Special Jury Award for Social Impact – 3½ Minutes
- U.S. Documentary Special Jury Award for Vérité Filmmaking – Western
- U.S. Dramatic Special Jury Award for Collaborative Vision – Advantageous
- Special Jury Award for Breakout First Feature – (T)ERROR
- Alfred P. Sloan Feature Film Prize – The Stanford Prison Experiment

Zusätzliche Preise wurden auf separaten Veranstaltungen verliehen. Kurzfilme wurden am 28. Januar 2015 ausgezeichnet.
- Short Film Grand Jury Prize – World of Tomorrow
- Short Film Jury Award: U.S. Fiction – SMILF
- Short Film Jury Award: International Fiction – Oh Lucy!
- Short Film Jury Award: Non-fiction – The Face of Ukraine: Casting Oksana Baiul
- Short Film Jury Award: Animation – Storm hits jacket
- Short Film Special Jury Award for Acting – Back Alley
- Short Film Special Jury Award for Visual Poetry – Object
- Sundance Institute/Mahindra Global Filmmaking Awards – Haifaa Al Mansour für Be Safe I Love You, K’naan für The Poet, Myroslav Slaboshpytskiy für Luxembourg, Oskar Sulowski für Rosebuds
- Sundance Institute/NHK Filmmaker Award – Laure de Clermont-Tonnerre für Mustang
- 2015 Red Crown Producer’s Award – Stephanie Langhoff für The Bronze

## Jurymitglieder
| U.S. Documentary Jury - Eugene Hernandez - Kirsten Johnson - Michele Norris - Gordon Quinn - Roger Ross Williams World Documentary Jury - Elena Fortes Acosta - Mark Cousins - Ingrid Kopp | U.S. Dramatic Jury - Lance Acord - Sarah Flack - Cary Joji Fukunaga - Winona Ryder - Edgar Wright World Dramatic Jury - Mia Hansen-Løve - Col Needham - Taika Waititi | Alfred P. Sloan Jury - Paula S. Apsell - Janna Levin - Brit Marling - Jonathan Nolan - Adam Steltzner Short Film Jury - K. K. Barrett - Alia Shawkat - Autumn de Wilde |